# SimGolf
SimGolf — відеогра симулятор гольфу створена київською студією Tavex та видана Maxis у 1996. Гра дозволяє гравцям створювати свої власні поля для гольфу і грати на них, і чимось схожа на те як, як SimCity 2000 може бути використана для створення міста, щоб грати в Streets of SimCity і SimCopter.